# Liste der Steinkreuze im Landkreis Erlangen-Höchstadt
Diese sortierbare Liste enthält Steinkreuze (Sühnekreuze, Kreuzsteine und Unfallkreuze) des mittelfränkischen Landkreises Erlangen-Höchstadt in Bayern. Die Liste ist möglicherweise unvollständig.
| Bild           | Objekt                           | Kurzbeschreibung                                                                           | Material  | Abmessungen Höhe:Breite:Dicke | Entstehung          | BLfD-Referenz  | Gemeinde/Stadt                         | Koordinaten                      | Bemerkung     |
| -------------- | -------------------------------- | ------------------------------------------------------------------------------------------ | --------- | ----------------------------- | ------------------- | -------------- | -------------------------------------- | -------------------------------- | ------------- |
|                | Steinkreuz bei Wiesendorf        | Steinkreuz. siehe auch: Sühnekreuze.de                                                     | Sandstein | 84:63:19-23                   | 17. Jahrhundert     | D-5-72-111-52  | Adelsdorf / Wiesendorf                 | 49° 42′ 6,6″ N, 10° 54′ 20,8″ O  |               |
|                | Kreuzstein in Weppersdorf (1)    | Kreuzstein, stärker verwittert, mit erkennbaren lat. Kreuz. siehe auch: Sühnekreuze.de     | Sandstein | 52:63:15                      | Spätmittelalterlich | D-5-72-111-46  | Adelsdorf / Weppersdorf                | 49° 43′ 19,9″ N, 10° 55′ 24,8″ O |               |
|                | Kreuzstein in Weppersdorf (2)    | Kreuzstein erhabenem lat. Kreuz, linke obere Ecke abgeschlagen. siehe auch: Sühnekreuze.de | Sandstein | 65:42:13                      | Spätmittelalterlich | D-5-72-111-46  | Adelsdorf / Weppersdorf                | 49° 43′ 19,9″ N, 10° 55′ 24,8″ O |               |
|                | Kreuzstein in Weppersdorf (3)    | Kreuzstein mit erhabenem lat. Kreuz, linke Ecke abgeschlagen. siehe auch: Sühnekreuze.de   | Sandstein | 57:50:15                      | Spätmittelalterlich | D-5-72-111-46  | Adelsdorf / Weppersdorf                | 49° 43′ 19,9″ N, 10° 55′ 24,8″ O |               |
|                | Steinkreuz bei Münchaurach       | Steinkreuz. siehe auch: Sühnekreuze.de                                                     | Sandstein | 135:118:32                    | Spätmittelalterlich | D-5-72-114-20  | Aurachtal / Münchaurach                | 49° 34′ 55,3″ N, 10° 48′ 12,3″ O |               |
|                | Steinkreuz bei Unterreichenbach  | Steinkreuz. siehe auch: Sühnekreuze.de                                                     | Sandstein | 96:71:26                      | 1468                | D-5-72-114-32  | Aurachtal / Unterreichenbach           | 49° 35′ 28,2″ N, 10° 47′ 31″ O   |               |
|                | Steinkreuz bei Igelsdorf         | Hexenkreuz.                                                                                | ?         | ?                             | 15./16. Jahrhundert | D-5-72-115-55  | Baiersdorf / Igelsdorf                 | 49° 38′ 59,5″ N, 11° 2′ 28″ O    |               |
|                | Steinkreuz bei Wellerstadt       | Unfallkreuz.                                                                               | Sandstein | ?                             | 1926                | D-5-72-115-67  | Baiersdorf / -                         | 49° 40′ 26,1″ N, 11° 2′ 51,5″ O  |               |
| weitere Bilder | Frauenkreuz im Kraftshofer Forst | Steinkreuz. siehe auch: Sühnekreuze.de                                                     | Sandstein | 86:87:23-32                   | 15./16. Jahrhundert | -              | Forst Tennenlohe / -                   | 49° 31′ 0,4″ N, 11° 5′ 39,6″ O   | 1909 versetzt |
| weitere Bilder | Siebenstein                      | Steinkreuz, ursprüngliche Bedeutung unbekannt.                                             | Sandstein | 90:90:35                      | 15./17. Jahrhundert | -              | Forst Tennenlohe / -                   | 49° 33′ 15,7″ N, 11° 3′ 9,5″ O   |               |
| weitere Bilder | Fuhrmannsstein                   | Steinkreuz, jetzige Standort des Steinkreuzes entspricht nicht dem ursprünglichen Ort      | Sandstein | 175:100:30                    | 15. Jahrhundert     | -              | Forst Tennenlohe / -                   | 49° 32′ 19,8″ N, 11° 2′ 10,8″ O  |               |
| weitere Bilder | Weißes Kreuz                     | Steinkreuz, ursprüngliche Bedeutung unbekannt.                                             | Sandstein | 110:115:30                    | 15./16. Jahrhundert | -              | Forst Tennenlohe / -                   | 49° 33′ 30,7″ N, 11° 3′ 17,3″ O  |               |
| weitere Bilder | Steinkreuz in Krausenbechhofen   | Steinkreuz. siehe auch: Sühnekreuze.de                                                     | Sandstein | 139:73:22                     | 17. Jahrhundert     | D-5-72-126-16  | Gremsdorf / Krausenbechhofen           | 49° 41′ 5,9″ N, 10° 50′ 12,1″ O  |               |
| weitere Bilder | Steinkreuz bei Heroldsberg (1)   | Steinkreuz. siehe auch: Sühnekreuze.de                                                     | Sandstein | 185:107:26                    | 1587                | D-5-72-131-43  | Heroldsberg / -                        | 49° 31′ 11″ N, 11° 8′ 51,2″ O    |               |
| weitere Bilder | Steinkreuz bei Heroldsberg (1)   | Steinkreuz. siehe auch: Sühnekreuze.de                                                     | Sandstein | 147:115:31                    | 1587                | D-5-72-131-43  | Heroldsberg / -                        | 49° 31′ 11″ N, 11° 8′ 51,2″ O    |               |
| weitere Bilder | Steinkreuz in Niederndorf        | Steinkreuz. siehe auch: Sühnekreuze.de                                                     | Sandstein | 81:82:29                      | 17. Jahrhundert     | D-5-72-132-157 | Herzogenaurach / Niederndorf           | 49° 33′ 44,3″ N, 10° 54′ 46,6″ O |               |
| weitere Bilder | Steinkreuz in Herzogenaurach (3) | Steinkreuz. siehe auch: Sühnekreuze.de                                                     | Sandstein | 114:101:22                    | 17. Jahrhundert     | D-5-72-132-132 | Herzogenaurach / -                     | 49° 34′ 11,6″ N, 10° 52′ 54,7″ O |               |
| weitere Bilder | Steinkreuz in Herzogenaurach (4) | Steinkreuz. siehe auch: Sühnekreuze.de                                                     | Sandstein | 123:89:29                     | 17. Jahrhundert     | D-5-72-132-132 | Herzogenaurach / -                     | 49° 34′ 11,6″ N, 10° 52′ 54,7″ O |               |
| weitere Bilder | Steinkreuz in Herzogenaurach (5) | Steinkreuz. siehe auch: Sühnekreuze.de                                                     | Sandstein | 92:86:32                      | 17. Jahrhundert     | D-5-72-132-132 | Herzogenaurach / -                     | 49° 34′ 11,6″ N, 10° 52′ 54,7″ O |               |
| weitere Bilder | Steinkreuz in Herzogenaurach (1) | Steinkreuz. siehe auch: Sühnekreuze.de                                                     | Sandstein | 87:62:16                      | 17. Jahrhundert     | D-5-72-132-127 | Herzogenaurach / -                     | 49° 34′ 26,9″ N, 10° 52′ 55,6″ O |               |
| weitere Bilder | Steinkreuz in Herzogenaurach (6) | Steinkreuz. siehe auch: Sühnekreuze.de                                                     | Sandstein | 147:134:38                    | 17. Jahrhundert     | D-5-72-132-150 | Herzogenaurach / Haundorf              | 49° 35′ 16,4″ N, 10° 55′ 23,9″ O |               |
|                | Steinkreuz in Herzogenaurach (2) | Steinkreuz. siehe auch: Sühnekreuze.de                                                     | Sandstein | 77:99:26                      | 17. Jahrhundert     | D-5-72-132-129 | Herzogenaurach / -                     | 49° 33′ 37,5″ N, 10° 53′ 4,1″ O  |               |
|                | Steinkreuz in Steinbach          | Steinkreuz. siehe auch: Sühnekreuze.de                                                     | Sandstein | 61:36:17                      | um 1520             | D-5-72-132-160 | Herzogenaurach / Steinbach             | 49° 33′ 22,4″ N, 10° 51′ 32″ O   |               |
| weitere Bilder | Pflugreutmarterl                 | Steinkreuz, wuchtig. siehe auch: Sühnekreuze.de                                            | Sandstein | ?                             | 17. Jahrhundert     | D-5-72-133-17  | Heßdorf / Hannberg                     | 49° 38′ 6,6″ N, 10° 54′ 4,8″ O   |               |
| weitere Bilder | Steinkreuz in Höchstadt (6)      | Steinkreuz, mehrmals versetzt. siehe auch: Sühnekreuze.de                                  | Sandstein | 100:91:22                     | ?                   | -              | Höchstadt an der Aisch / -             | 49° 42′ 26,3″ N, 10° 47′ 59,1″ O |               |
| weitere Bilder | Steinkreuz in Höchstadt (2)      | Steinkreuz, gleichmässig. siehe auch: Sühnekreuze.de                                       | Sandstein | 102:76:32                     | 17. Jahrhundert     | D-5-72-135-84  | Höchstadt an der Aisch / -             | 49° 41′ 56,2″ N, 10° 48′ 13,8″ O |               |
|                | Steinkreuz in Höchstadt (4)      | Steinkreuz. siehe auch: Sühnekreuze.de                                                     | Sandstein | 159:108:24                    | 17. Jahrhundert     | D-5-72-135-87  | Höchstadt an der Aisch / -             | 49° 42′ 11,2″ N, 10° 49′ 25,7″ O |               |
|                | Steinkreuz in Höchstadt (1)      | Steinkreuz, verkürzter linker Arm. siehe auch: Sühnekreuze.de                              | Sandstein | 55:55:19                      | 17. Jahrhundert     | D-5-72-135-86  | Höchstadt an der Aisch / -             | 49° 41′ 6,6″ N, 10° 49′ 4,9″ O   |               |
|                | Steinkreuz bei Biengarten        | Steinkreuz. siehe auch: Sühnekreuze.de                                                     | ?         | ?                             | ?                   | -              | Höchstadt an der Aisch / Biengarten    | 49° 39′ 33,3″ N, 10° 49′ 40,5″ O |               |
|                | Steinkreuz in Kieferndorf        | Steinkreuz, geneigt. siehe auch: Sühnekreuze.de                                            | Sandstein | 125:92:20                     | 18. Jahrhundert     | -              | Höchstadt an der Aisch / Kieferndorf   | 49° 43′ 7,2″ N, 10° 51′ 10,4″ O  |               |
|                | Steinkreuz in Lappach            | Steinkreuz mit Reliefkreuz. siehe auch: Sühnekreuze.de                                     | Sandstein | 94:52:31                      | 17. Jahrhundert     | D-5-72-135-114 | Höchstadt an der Aisch / Lappach       | 49° 40′ 41″ N, 10° 47′ 15,1″ O   |               |
|                | Steinkreuz bei Zentbechhofen     | Steinkreuz. siehe auch: Sühnekreuze.de                                                     | Sandstein | 100:55:33                     | 17. Jahrhundert     | D-5-72-135-140 | Höchstadt an der Aisch / Zentbechhofen | 49° 46′ 18,3″ N, 10° 52′ 37,3″ O |               |
|                | Steinkreuz in Zentbechhofen      | Steinkreuz. siehe auch: Sühnekreuze.de                                                     | Sandstein | 100:55:33                     | 17. Jahrhundert     | D-5-72-135-139 | Höchstadt an der Aisch / Zentbechhofen | 49° 45′ 39,9″ N, 10° 53′ 43,3″ O |               |
|                | Steinkreuz beim Eglsee           | Steinkreuz. siehe auch: Sühnekreuze.de                                                     | Sandstein | 71:76:20                      | ?                   | -              | Höchstadt an der Aisch / Medbach       | 49° 43′ 7″ N, 10° 51′ 52,2″ O    |               |
|                | Steinkreuz bei Medbach           | Steinkreuz. siehe auch: Sühnekreuze.de                                                     | Sandstein | 71:76:20                      | 17. Jahrhundert     | D-5-72-135-121 | Höchstadt an der Aisch / Medbach       | 49° 42′ 48,7″ N, 10° 52′ 5,1″ O  |               |
|                | Steinkreuz in Höchstadt (3)      | Steinkreuz. siehe auch: Sühnekreuze.de                                                     | Sandstein | 128:75:30                     | 18. Jahrhundert     | D-5-72-135-87  | Höchstadt an der Aisch / -             | 49° 42′ 11″ N, 10° 49′ 25,9″ O   |               |
|                | Steinkreuz in Höchstadt (5)      | Steinkreuz.                                                                                | ?         | ?                             | 17. Jahrhundert     | D-5-72-135-85  | Höchstadt an der Aisch / -             | 49° 42′ 11,1″ N, 10° 49′ 25,8″ O |               |
| weitere Bilder | Harte Tränke                     | Steinkreuz, mehrere urkundliche Eintragungen mit Totschlagsünden.                          | ?         | ?                             | 15./16. Jahrhundert | -              | Kraftshofer Forst / -                  | 49° 30′ 12″ N, 11° 4′ 41,1″ O    |               |
| weitere Bilder | Steinkreuz bei Mailach           | Steinkreuz. siehe auch: Sühnekreuze.de                                                     | Sandstein | 143:92:27                     | 17. Jahrhundert     | D-5-72-139-49  | Lonnerstadt / Mailach                  | 49° 40′ 48″ N, 10° 44′ 39,8″ O   |               |
|                | Pfennigstein                     | Kreuzstein. siehe auch: Sühnekreuze.de                                                     | Sandstein | 137:96:24                     | 17. Jahrhundert     | D-5-72-143-18  | Mühlhausen / -                         | 49° 46′ 1,7″ N, 10° 45′ 8,2″ O   |               |
|                | Studentenkreuz                   | Steinkreuz, Zirkel der Studentenverbindung Uttenruthia.                                    | Sandstein | ?                             | 1919                | D-5-72-460-1   | Neunhofer Forst / -                    | 49° 31′ 4,1″ N, 11° 4′ 3″ O      |               |
|                | Steinkreuz in Röttenbach         | Steinkreuz. siehe auch: Sühnekreuze.de                                                     | Sandstein | 170:100:29                    | 17. Jahrhundert     | D-5-72-149-9   | Röttenbach / -                         | 49° 39′ 55,8″ N, 10° 55′ 23,4″ O |               |
|                | Steinkreuz bei Saltendorf        | Steinkreuz. siehe auch: Sühnekreuze.de                                                     | Sandstein | 82:85:23                      | ?                   |                | Höchstadt an der Aisch / Saltendorf    | 49° 43′ 44,3″ N, 10° 50′ 1,5″ O  |               |
|                | Steinkreuz bei Pretzdorf         | Steinkreuz mit Markierung.                                                                 | ?         | 72:76:?                       | ?                   |                | Vestenbergsgreuth / Pretzdorf          | 49° 41′ 36,9″ N, 10° 35′ 51,8″ O |               |
|                | Steinkreuz bei Weingartsgreuth   | Steinkreuz. siehe auch: Sühnekreuze.de                                                     | Sandstein | ?                             | Spätmittelalterlich | D-5-72-160-32  | Wachenroth / Weingartsgreuth           | 49° 44′ 44,7″ N, 10° 44′ 32,5″ O |               |
|                | Steinkreuz in Reumannswind       | Steinkreuz. siehe auch: Sühnekreuze.de                                                     | Sandstein | 70:82:20                      | 17. Jahrhundert     | D-5-72-160-20  | Wachenroth / Reumannswind              | 49° 45′ 31,2″ N, 10° 41′ 29,8″ O |               |
|                | Steinkreuz in Wachenroth         | Steinkreuz, leicht nach vorn geneigt. siehe auch: Sühnekreuze.de                           | Sandstein | 106:80:26                     | 17. Jahrhundert     | D-5-72-160-13  | Wachenroth / -                         | 49° 45′ 4,1″ N, 10° 42′ 44,8″ O  |               |
|                | Steinkreuz bei Weingartsgreuth   | Steinkreuz. siehe auch: Sühnekreuze.de                                                     | Sandstein | 132:82:23                     | 18. Jahrhundert     | D-5-72-160-32  | Wachenroth / Weingartsgreuth           | 49° 44′ 24,3″ N, 10° 43′ 49,2″ O |               |
| weitere Bilder | Steinkreuz in Sintmann           | Steinkreuz. siehe auch: Sühnekreuze.de                                                     | Sandstein | 82:78:27                      | 17. Jahrhundert     | D-5-72-164-27  | Weisendorf / Rezelsdorf                | 49° 36′ 44″ N, 10° 47′ 38,6″ O   |               |
|                | Steinkreuz bei Buch              | Steinkreuz. siehe auch: Sühnekreuze.de                                                     | Sandstein | 50:46:22                      | ?                   | -              | Weisendorf / Buch                      | 49° 35′ 47″ N, 10° 49′ 43,5″ O   |               |
|                | Steinkreuz in Rezelsdorf         | Steinkreuz. siehe auch: Sühnekreuze.de                                                     | Sandstein | 114:62:20                     | 17. Jahrhundert     | D-5-72-164-26  | Weisendorf / Rezelsdorf                | 49° 37′ 12,8″ N, 10° 46′ 25,2″ O |               |
|                | Steinkreuz bei Buch (1)          | Steinkreuz. siehe auch: Sühnekreuze.de                                                     | Sandstein | 57:80:25                      | 17. Jahrhundert     | D-5-72-164-16  | Weisendorf / Buch                      | 49° 35′ 47″ N, 10° 49′ 43,6″ O   |               |
|                | Steinkreuz bei Buch (2)          | Steinkreuz. siehe auch: Sühnekreuze.de                                                     | Sandstein | 95:71:26                      | 17. Jahrhundert     | D-5-72-164-16  | Weisendorf / Buch                      | 49° 35′ 46,9″ N, 10° 49′ 43,8″ O |               |